# Amon
|  | «Ammon» i «Ammó» redirigeixen aquí. Vegeu-ne altres significats a «Ammon (desambiguació)» i «Ammó (desambiguació)» |

En la mitologia egípcia, Amon, Amun, Ammó o Ammun (en egipci: jmn, 'l'ocult'; en grec antic: Ἄμμων Ámmōn, Ἀμμοῦν Ammoún; en copte: ⲁⲙⲟⲩⲛ Amun) és un déu, espòs de Mut o d'Ipet i pare de Chons en la Tríada de Tebes. Amon era un déu gairebé desconegut en els llunyans períodes de la història de l'Egipte faraònic; va prendre un lloc cada vegada més preponderant a mesura que els prínceps de Tebes van guanyar en poder. Fou a partir de l'onzena dinastia que prengué una dimensió nacional i que s'acabà imposant com a déu dels déus.
| i | mn · n | ra · Z1 | C1 |

| i | mn · n | ra · Z1 | C1 |

Estava associat a una gran quantitat de llegendes. Sota el nom d'Amon-Ra, hom l'ha identificat amb el déu solar, Ra. Sota la forma d'una oca (un dels seus animals simbòlics), va pondre l'ou primordial d'on va sortir la vida. Finalment, sota la forma d'una serp, va fertilitzar l'ou còsmic format per les divinitats de l'Ogdòade d'Hermòpolis en les aigües primordials.
Es representava en forma d'un home a qui es posava una corona que portava dues altes plomes verticals. Es trobava sovint amb la pell pintada de blau. Es tracta de color del lapislàtzuli, pedra consagrada als ulls dels egipcis de l'antiguitat.
També es representa sota la forma d'un marrà o d'una oca. Se l'associa de vegades al déu Min, sota el nom Amon-Min.

## Noms teòfors
Diversos personatges egipcis adoptaren en els seus títols el nom d'Ammon (Amen): quatre faraons de la dinastia XII, els anomenats Amenemhat, "Ammon és el primer", diversos de la dinastia XIII, quatre faraons de la dinastia XVIII, els anomenats Amenhotep "Ammon està satisfet", anomenats Amenofis pels grecs, com el cèlebre Tutankamon "Imatge vivent d'Ammon", o Amenhotep IV; Amenmeses de la dinastia XIX; Amenemopet "Ammon és a Tebes", Siamon, de la dinastia XXI, etc.
Noms alternatius: Kematef (bastant més tard en la història), Amon, Amun.

## Iconografia
Va ser representat com un home de pell negra o blava, o en forma d'animal, amb cap de carner. En qualsevol de les dues representacions anteriors, porta sobre el cap un tocat compost per dues plomes, dividides en seccions, i un disc solar a la base. Podia també portar-hi ceptre uas i anj.
En algunes ocasions, té aparença momiforme, com a déu creador; de carner d'un o quatre caps, amb robustes banyes al voltant de les orelles; d'esfinx criocèfala, serp, lleó o d'oca.

## Història

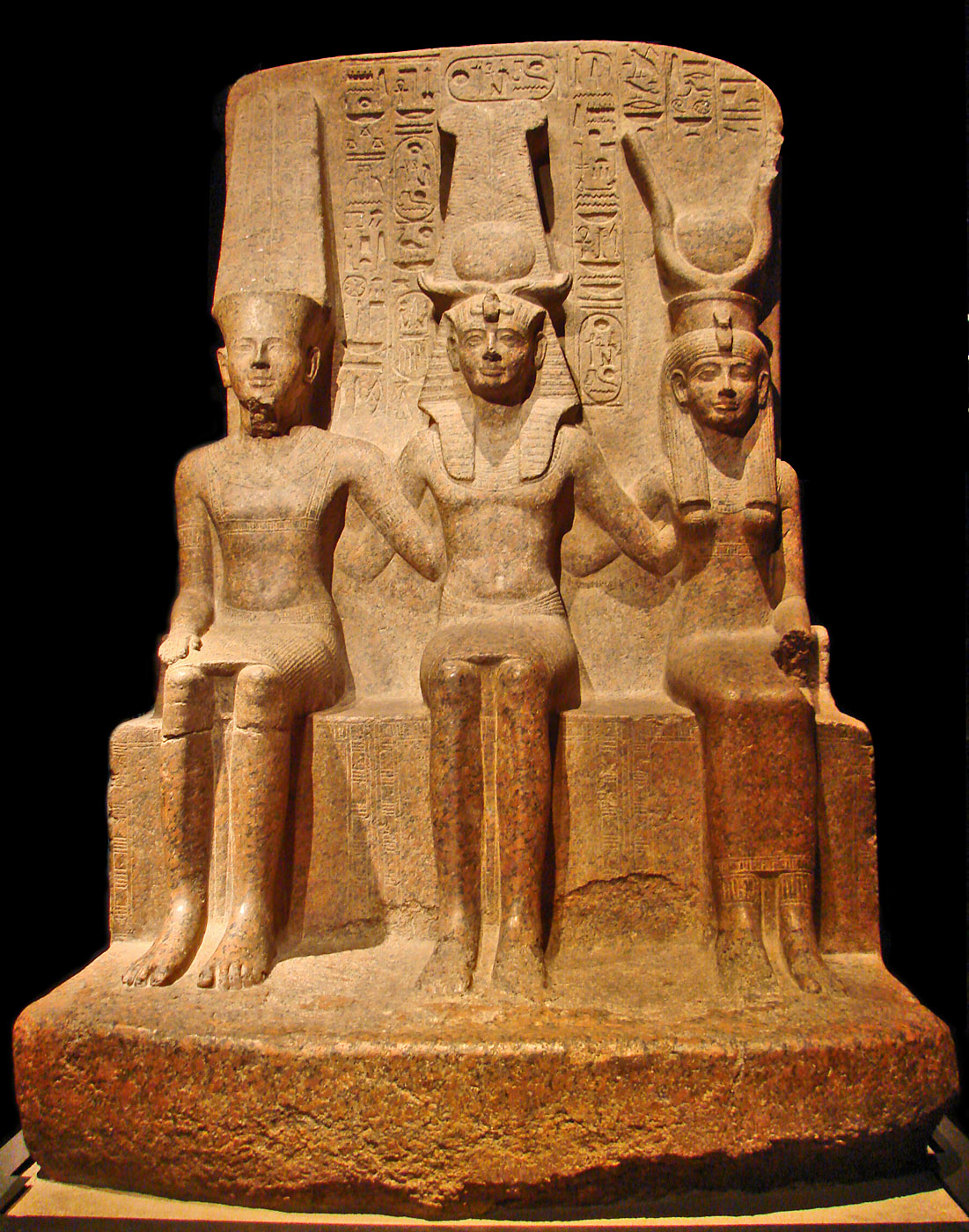
Estàtua de Ramsès II amb Amon i Mut (Museu Egipci de Torí).

En els texts de les Piràmides, se'l considerava una deïtat de l'aire, però més tard se l'associà a Ra, déu d'Heliòpolis, divinitat solar, sota el nom d'Ammon-Ra, i es convertí en la principal divinitat de la religió egípcia, i el nom del qual portaren alguns faraons.
Durant la dinastia XII de l'Imperi Mitjà (c. 2000-1800 aC), guanya gran importància a Tebes, on varen erigir-li el denominat temple de Karnak.
A començament de l'Imperi nou, fou considerat el déu dinàstic, per la devoció que li professaven els faraons tebans, eclipsant el predomini del déu guerrer Montu, una altra deïtat venerada a Tebes. La guerra contra els hicsos portada a terme pels prínceps tebans de la Dinastia XVII provocaria també que el déu fos considerat la màxima divinitat del panteó egipci, un cop arribat a la victòria amb l'alliberament i reunificació del país.
Els sacerdots d'Ammon es van convertir en el sector més influent de la societat egípcia durant l'Imperi nou, i arribaren fins i tot a enfrontar-se al denominat "faraó herètic", Amenhotep IV. En aquesta època, començà la seva síntesi amb l'antic déu Ra, sota la denominació d'Ammon-Ra.
En el període posterior d'Egipte, va adquirir un caràcter més universal, i fou conegut pel nom grec d'Ammon-Ra-sonter "Ammon-Ra, rei dels déus".

### Temple de Karnak
La història d'Amon com el déu-patró de Tebes comença al segle XX a.C., amb la construcció del recinte d'Amon-Ra a Karnak durant el regnat de Sesostris I. Abans de la XI dinastia la ciutat de Tebes no semblava tenir rellevància.
Els treballs de construcció del recinte d'Amon-Ra van donar-se durant el regnat de la dinastia XVIII d'Egipte quan Tebes es va convertir a la capital de Egipte de nou unificat. La construcció de la sala hipòstila també pot haver començat durant la XVIII dinastia, encara que la majoria de la construcció es va dur a terme sota els regnats de Seti I i de Ramsés II. Merenptah va commemorar les seves victòries sobre els pobles del mar a les parets del recinte, lloc on s'iniciava la ruta processional cap al temple de Luxor. La Gran Inscripció (que ara ha perdut prop d'un terç del contingut) mostra les campanyes del rei i el seu eventual retorn amb botí i presoners. Al costat d'aquesta inscripció hi ha l'Estela de la Victòria, que és en gran part una còpia de la més famosa Estela de Merneptah trobada al complex funerari de Merenptah a la riba oest del Nil a Tebes. El fill de Merenptah, Seti II va afegir dos obeliscs petits davant del segon piló i un triple reliquiari al nord de l'avinguda processional a la mateixa zona. Aquest estava construït de pedra arenisca, amb una capella a Amon flanquejada pels temples de la seva esposa Mut i el seu fill Jonsu, formant així la Tríada de Tebes.
L'últim canvi important al recinte d'Amon-Ra va ser l'addició del primer piló i les massives parets d'un perímetre que van envoltar tot el recinte, ambdós construïts per Nectabeu I.

## Festivitats tebanes
La regió tebana tenia dues festivitats principals, que van tenir el seu apogeu a la darreria de la Dinastia XIX, la cèlebre festa d'Opet i la Festa de la Vall.
A la Festa de la Vall, les estàtues de culte de la tríada tebana sortien de llurs temples a Karnak, en processó travessant el Nil, amb destinació als temples mortuoris de l'altre vora del riu. Originalment, era una festivitat de quatre o cinc dies de durada, que amb el pas dels anys i les diferents modificacions de la cerimònia, a l'acabament del regnat de Ramsès II, durava de vint a vint-i-dos dies, en els quals es donaven pa, cervesa, carn, etc., generalment provinents dels magatzems del temple.
La festa d'Opet tenia lloc durant el segon mes de la inundació anual. En aquesta festivitat se celebrava la unió sexual entre Amon i la mare del rei, que permetia a aquesta donar a llum al ka (esperit) reial. La celebració acabava quan el rei entrava al santuari a rebre el ka, sortint del temple com un déu. La processó iniciava el seu trajecte sortint del temple de Karnak amb destinació al temple de Luxor, passant successivament per l'avinguda amb esfinxs de carners, pilons i sales d'esbarjo, destinades als sacerdots que portaven la barca del déu. S'allotjava al temple de Luxor, durant una o dues nits, per tornar al seu temple original, a Karnak, novament.